# Jürgen Damm
Jürgen Damm Rascón (Tuxpan, Veracruz, Mexikó, 1992. november 7. –) a mexikói válogatott labdarúgó. Apja német, anyja mexikói.
Rendkívüli gyorsaságáról híres: egy 2015-ös felmérés szerint labdával 35,23 km/h sebességgel képes futni, ezt pedig az egész világon mindössze Gareth Bale szárnyalja túl.

## Pályafutása

### Klubcsapatokban
Felnőttként először a guadalajarai Estudiantes Tecos csapatában szerepelt, ahol 2012. március 24-én mutatkozott be, majd 2013-ban az első osztályú Pachucához igazolt. 2015-től a Tigres de la UANL-ban játszott, amellyel meg is nyerte a bajnokság 2015 Apertura szezonját, majd a 2016 Apertura és a 2017 Apertura szezonban is bajnok lett.

### A válogatottban
A mexikói válogatottban 2015. március 28-án mutatkozott be egy Ecuador elleni barátságos mérkőzésen: a 84. percben lépett pályára csereként. 25-ös számú mezét azonban az öltözőben felejtette, ezért szerephez nem jutó csapattársa, Jonathan dos Santos kölcsönadta neki a sajátját, a 8-as számút.

#### Mérkőzései a válogatottban
| Mexikó | Mexikó              | Mexikó                                          | Mexikó   | Mexikó   | Mexikó     | Mexikó                         | Mexikó | Mexikó      |
| #      | Dátum               | Helyszín                                        | Hazai    | Eredmény | Vendég     | Kiírás                         | Gólok  | Esemény     |
| ------ | ------------------- | ----------------------------------------------- | -------- | -------- | ---------- | ------------------------------ | ------ | ----------- |
| 1.     | 2015. március 28.   | Los Angeles, Memorial Coliseum                  | Mexikó   | 1 – 0    | Ecuador    | barátságos                     | 0      | 84'         |
| 2.     | 2015. november 17.  | San Pedro Sula, Estadio Olímpico Metropolitano  | Honduras | 0 – 2    | Mexikó     | vb-selejtező                   | 1      | 69' 72' 72' |
| 3.     | 2016. február 10.   | Miami, Marlins Park                             | Mexikó   | 2 – 0    | Szenegál   | barátságos                     | 0      | 72'         |
| 4.     | 2016. május 28.     | Atlanta, Georgia Dome                           | Mexikó   | 1 – 0    | Paraguay   | barátságos                     | 0      | 61'         |
| 5.     | 2017. február 8.    | Las Vegas, Sam Boyd Stadium                     | Mexikó   | 1 – 0    | Izland     | barátságos                     | 0      | 66'         |
| 6.     | 2017. március 24.   | Mexikóváros, Estadio Azteca                     | Mexikó   | 2 – 0    | Costa Rica | vb-selejtező                   | 0      | 46'         |
| 7.     | 2017. június 21.    | Szocsi, Fist Olimpiai Stadion                   | Mexikó   | 2 – 1    | Új-Zéland  | konföderációs kupa, csoportkör | 0      |             |
| 8.     | 2017. szeptember 2. | Mexikóváros, Estadio Azteca                     | Mexikó   | 1 – 0    | Panama     | vb-selejtező                   | 0      | 51'         |
| 9.     | 2017. november 10.  | Brüsszel, Baldvin király Stadion                | Belgium  | 3 – 3    | Mexikó     | barátságos                     | 0      | 70'         |
| 10.    | 2018. május 28.     | Pasadena, Rose Bowl                             | Mexikó   | 0 – 0    | Wales      | barátságos                     | 0      | 46'         |
| 11.    | 2018. október 11.   | San Nicolás de los Garza, Estadio Universitario | Mexikó   | 3 – 2    | Costa Rica | barátságos                     | 0      | 46'         |
| 12.    | 2018. október 16.   | Santiago de Querétaro, Estadio Corregidora      | Mexikó   | 0 – 1    | Chile      | barátságos                     | 0      | 62'         |
|        | Összesen            |                                                 |          | 12       | mérkőzés   |                                | 1      | gól         |